# The Cheetah Girls (gruppo musicale)
The Cheetah Girls è stato un gruppo musicale statunitense creato dalla Walt Disney e reso famoso dal film di Disney Channel Una canzone per le Cheetah Girls (2003), seguito da Cheetah Girls 2 (2006) e Cheetah Girls: Un mondo! (2008).

## Storia
Le Cheetah Girls sono formate da Chanel (Adrienne Bailon), Aqua (Kiely Williams), Dorinda (Sabrina Bryan) e, nei primi due film, Galleria (Raven-Symoné). Sono delle ragazze ricche di talento e con storie diverse alle spalle:
- Chanel Simmons è la cantante più brava del gruppo. Ha la madre portoricana, fidanzata con Luc, spagnolo che risiede prima a Parigi e poi a Barcellona. Lei vive a New York e conosce Galleria fin dall'infanzia; sono le fondatrici originali del gruppo.
- Galleria Garibaldi è l'autrice di quasi tutte le canzoni delle Cheetah. È molto autoritaria, cosa che le crea non pochi problemi con le altre. Le sta tantissimo a cuore la riuscita dei suoi sogni di successo con le sue amiche.
- Aqua (Aquanetta) Walker è l'attrice più brava. È texana. Le sue passioni sono la moda e, ovviamente, la musica.
- Dorinda Thomas è la ballerina più brava. Non conosce le sue vere origini, perché è stata abbandonata molto piccola e adottata da una famiglia numerosissima. All'inizio non voleva dirlo alle sue compagne, per paura di essere esclusa e/o compatita. La prima a cui lo dice è Chanel che la segue e scopre il suo segreto.

Nel secondo film appaiono anche Marisol Duran (Belinda Pelegrìn) e sua madre Lola Duran (Kim Manning).

## Formazione
Ultima
- Adrienne Bailon (2003-2008)
- Kiely Williams (2003-2008)
- Sabrina Bryan (2003-2008)

Ex componenti
- Raven-Symoné (2003-2004)

## Discografia

### Album in studio
- 2005 – Cheetah-licious Christmas
- 2007 – TCG

### Colonne sonore
- 2003 – The Cheetah Girls
- 2006 – The Cheetah Girls 2
- 2008 – The Cheetah Girls: One World

## Tour
- 2005 – Cheetah-licious Christmas Tour
- 2006 – The Party's Just Begun Tour
- 2008 – The One World Tour

## Filmografia
- Una canzone per le Cheetah Girls (The Cheetah Girls), regia di Oz Scott (2003)
- Cheetah Girls 2 (The Cheetah Girls 2), regia di Kenny Ortega (2006)
- The Cheetah Girls: One World, regia di Paul Hoen (2008)